# Saint-Cyr-les-Colons
Saint-Cyr-les-Colons település Franciaországban, Yonne megyében. Lakosainak száma 446 fő (2022. január 1.). Saint-Cyr-les-Colons Courgis, Chemilly-sur-Serein, Chitry, Irancy, Lichères-près-Aigremont, Préhy, Saint-Bris-le-Vineux, Deux Rivières és Vermenton községekkel határos.

## Népesség
A település népessége az elmúlt években az alábbi módon változott:
| Lakosok száma | 437  | 444  | 450  | 447  | 449  | 448  | 448  | 447  | 446  |
|               | 2013 | 2015 | 2016 | 2017 | 2018 | 2019 | 2020 | 2021 | 2022 |